# Uladzislau Kulesh
Uladzislau Kulesh (en biélorusse : Уладзіслаў Кулеш, pouvant être transcrit en Ouladzislau Koulech), né le 28 mai 1996 à Homiel, est un handballeur biélorusse évoluant au poste d'arrière gauche. Il est international biélorusse depuis 2015 et évolue au sein du club polonais du KS Kielce depuis 2018.

## Palmarès

### En clubs
- Ligue balte de handball (2) : 2014, 2015
- Deuxième du Championnat de Biélorussie (5) : 2014, 2015, 2016, 2017, 2018
- Vainqueur du Championnat de Pologne (3) : 2019, 2020, 2021
- Vainqueur de la Coupe de Pologne (2) : 2019, 2021

### En équipe nationale
- 10e place au Championnat d'Europe 2016
- 11e place au Championnat du monde 2017
- 10e place au Championnat d'Europe 2018
- 10e place au Championnat d'Europe 2020
- 17e place au Championnat du monde 2021